# Condado de Brown (Nebraska)
El condado de Brown (en inglés: Brown County), fundado en 1883, es un condado del estado estadounidense de Nebraska. En el año 2000 tenía una población de 3.525 habitantes con una densidad de población de una persona por km². La sede del condado es Ainsworth.

## Geografía
Según la oficina del censo el condado tiene una superficie total de 3173 km² (1225,1 mi²), de los que 3162 km² (1220,8 mi²) son tierra y 10 km² (3,9 mi²) (0,31%) son agua.

## Condados adyacentes
- Condado de Rock - este
- Condado de Loup - sureste
- Condado de Blaine - sur
- Condado de Cherry - oeste
- Condado de Keya Paha - norte

## Demografía
Según el censo del 2000 la renta per cápita media de los habitantes del condado era de 28.356 dólares y el ingreso medio de una familia era de 35.029 dólares. En el año 2000 los hombres tenían unos ingresos anuales 23.986 dólares frente a los 17.135 dólares que percibían las mujeres. El ingreso por habitante era de 15.924 dólares y alrededor de un 11.10% de la población estaba bajo el umbral de pobreza nacional.

## Ciudades y pueblos
- Ainsworth
- Johnstown
- Long Pine

## Espacios naturales protegidos
Forma parte del Niobrara National Scenic River. 